# زنجير أباد (مياندوآب)
زنجير أباد هي قرية في مقاطعة مياندوآب، إيران. يقدر عدد سكانها بـ 587 نسمة بحسب إحصاء 2016.